# Mahapurushiya Dharma
Pour les articles homonymes, voir Dharma (homonymie).

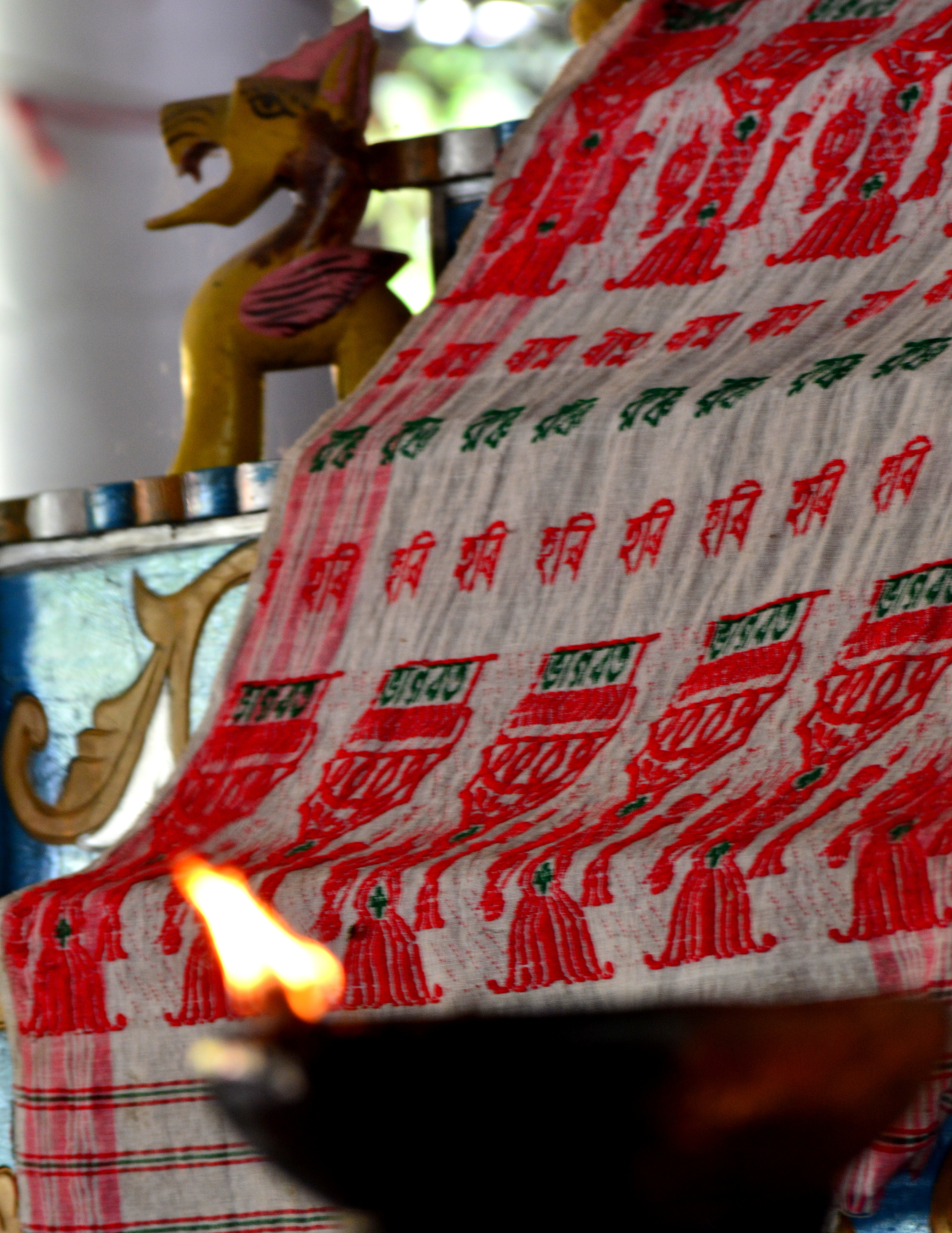
Ashana.
L'Ashana est recouvert de 'Gamosa'

Mahapurushiya Dharma (ou Eka sarana Dharma, Ekasarana, Eka saran naam ou encore Mahapuruxiya) est une secte religieuse issue du mouvement de la Bhakti en Inde, fondée par Srimanta Sankardeva au XVe siècle,. La plupart de ses pratiquants vivent dans l’Assam. Elle rejette les rituels védiques élaborés, remplacés par la prononciation d’un nom de Dieu (Sravana-Kirttana). Les monastères (sattra), les lieux de prières (Naamghar) sont des institutions importantes de la société en Assam. Ce culte est également à l’origine des chants Borgeets  du théâtre Ankia Naat et de la danse Sattriya.
Le texte religieux fondamental est le Bhagavat de Sankardeva, tiré du Bhagavata Purana traduit par Srimanta Sankardeva. Historiquement, cette religion s’est opposée au culte des idoles et aux sacrifices d’animaux, communs dans d’autres formes de l’hindouisme. Elle accepte également les musulmans en son sein.